# Tingbacken
Tingbacken är en ort vid länsväg 101 i Västra Vemmenhögs socken på Söderslätt i Skurups kommun, nära gränsen till Trelleborgs kommun. 1995 klassades Tingbacken som småort, men därefter har befolkningen inte kommit upp i 50 personer.